# Peter Anders (Fußballspieler, 1949)
Peter Anders (* 7. November 1949 in Oer-Erkenschwick; † 22. November 2020) war ein deutscher Fußballspieler und -trainer.

## Karriere
Peter Anders durchlief ab dem Alter von sechs Jahren bei der SpVgg Erkenschwick alle Jugendmannschaften. Ab der Saison 1968/69 spielte er in der Herrenmannschaft der SpVgg. Der Verein baute in der damaligen Verbandsliga Westfalen auf junge Spieler wie Anders oder Gerd Deutschmann. Die Mannschaft belegte am Saisonende Platz zwei hinter der DJK Gütersloh und Peter Anders nahm an der deutschen Amateurmeisterschaft teil, bei der er Udo Lattek, damals Trainer der Amateur-Nationalmannschaft des DFB, beeindruckte. Dort erreichte er das Finale und unterlag dort jedoch dem SC Jülich 1:2. Als Vizemeister 1969 gelang ihm der Aufstieg in die Regionalliga West. In einem zusätzlichen Qualifikationsspiel gegen den SSV Hagen gewann die SpVgg Erkenschwick vor 20.000 Zuschauern im Stadion Rote Erde in Dortmund mit 2:1 nach Verlängerung.
Von 1969 bis 1974 spielte Anders mit der Erkenschwicker Mannschaft um Hugo Lütkebohmert und Horst Koschmieder in der Regionalliga West, die beste Platzierung war ein sechster Platz in der Saison 1971/72. Nach der Umstrukturierung der DFB-Ligen qualifizierte er sich 1974 mit seinem Verein für die neu gegründete 2. Bundesliga. Er erzielte in 42 Zweitligapartien drei Tore. 1975 musste er seine Karriere aufgrund einer schweren Knieverletzung beenden. Anschließend trainierte er die A-Jugend sowie später die zweite Mannschaft der SpVgg Erkenschwick.
Weitere Trainerstationen waren die Vereine VfB Kirchhellen, SpVgg Herten, SG Hillen, Blau Weiß Post Recklinghausen und die U-18 der SpVgg Erkenschwick. Ab Februar 2008 war er Trainer beim FC 96 Recklinghausen in der Westfalenliga. Im November 2010 entschied Anders, seinen Vertrag zum 31. Dezember 2010 aufzulösen. Am 1. Januar 2011 kehrte Anders zur SpVgg Erkenschwick zurück und wurde sportlicher Leiter der Jugendabteilung, zudem betreute er die U-17 und später die U13 des Vereins.

### Statistik
| Liga              | Spiele (Tore) |
| ----------------- | ------------- |
| 2. Bundesliga     | 042 0(3)      |
| Regionalliga West | 130 (10)      |